# فرانسيسكو رويز لوزانو
فرانسيسكو رويز لوزانو (بالإنجليزية: Francisco Ruiz Lozano )‏ (و. 1607 – 1677 م) هو عالم فلك، ورياضياتي
توفي عن عمر يناهز 70 عاماً.